# Dwór w Piszkowicach
Dwór w Piszkowicach – zabytkowy dwór wybudowany na przełomie XVI-XVII wieku w Piszkowicach.
Dwór położony jest w Piszkowicach – wsi w Polsce, w województwie dolnośląskim, w powiecie kłodzkim, w gminie Kłodzko, w północnej części Kotliny Kłodzkiej.
Dwór wraz ze spichrzem z 1839 r. i młynem z 1838 r. stanowi zespół dworski.